# Kode
Pour l’article ayant un titre homophone, voir Code.
Kode est une localité de Suède située dans la commune de Kungälv du comté de Västra Götaland. Elle couvre une superficie de 1,27 km2. En 2010, elle compte 1 380 habitants.